# Vandalia Railroad

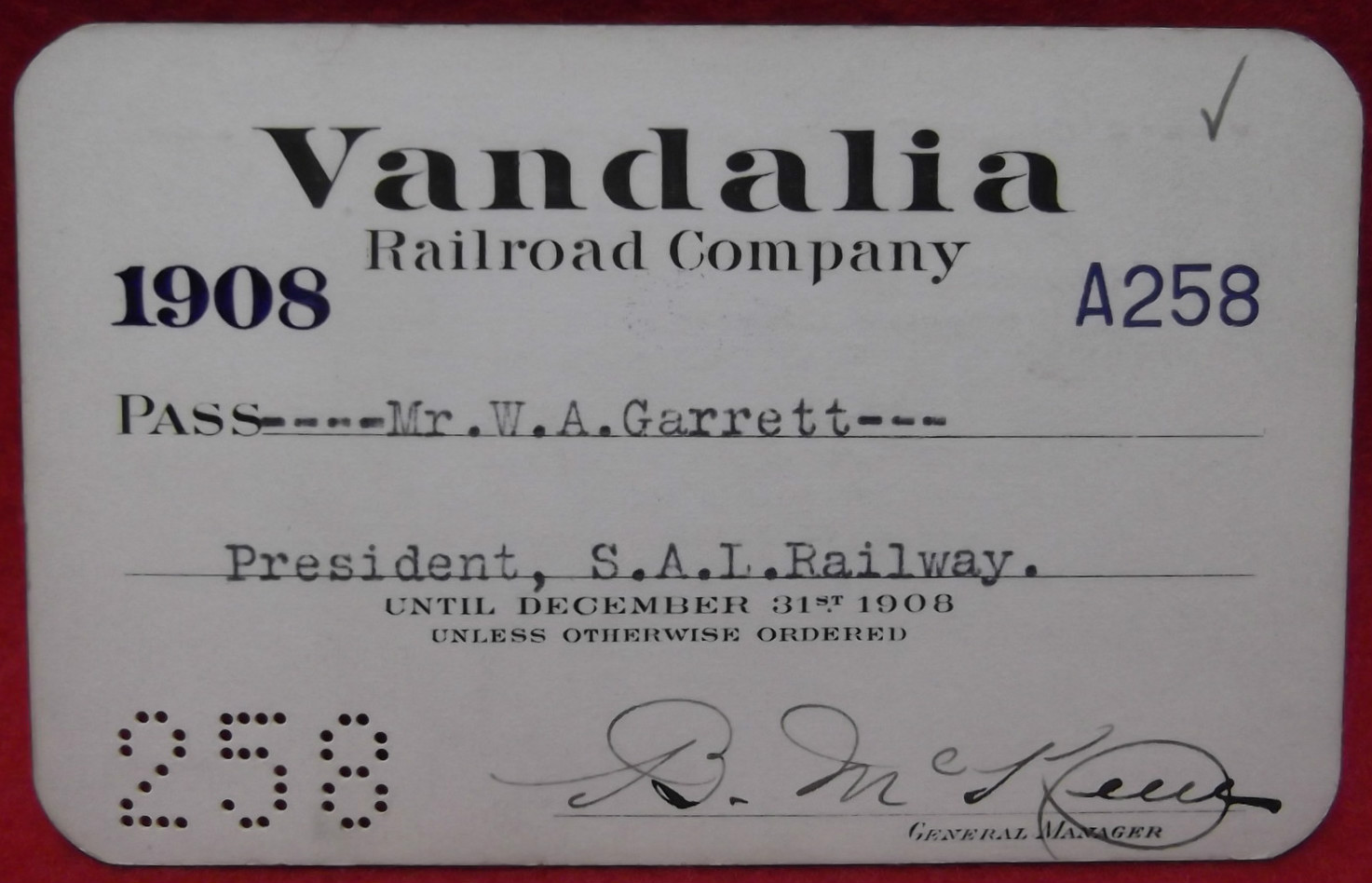
Un "pass" de Vandalia Railroad en 1908

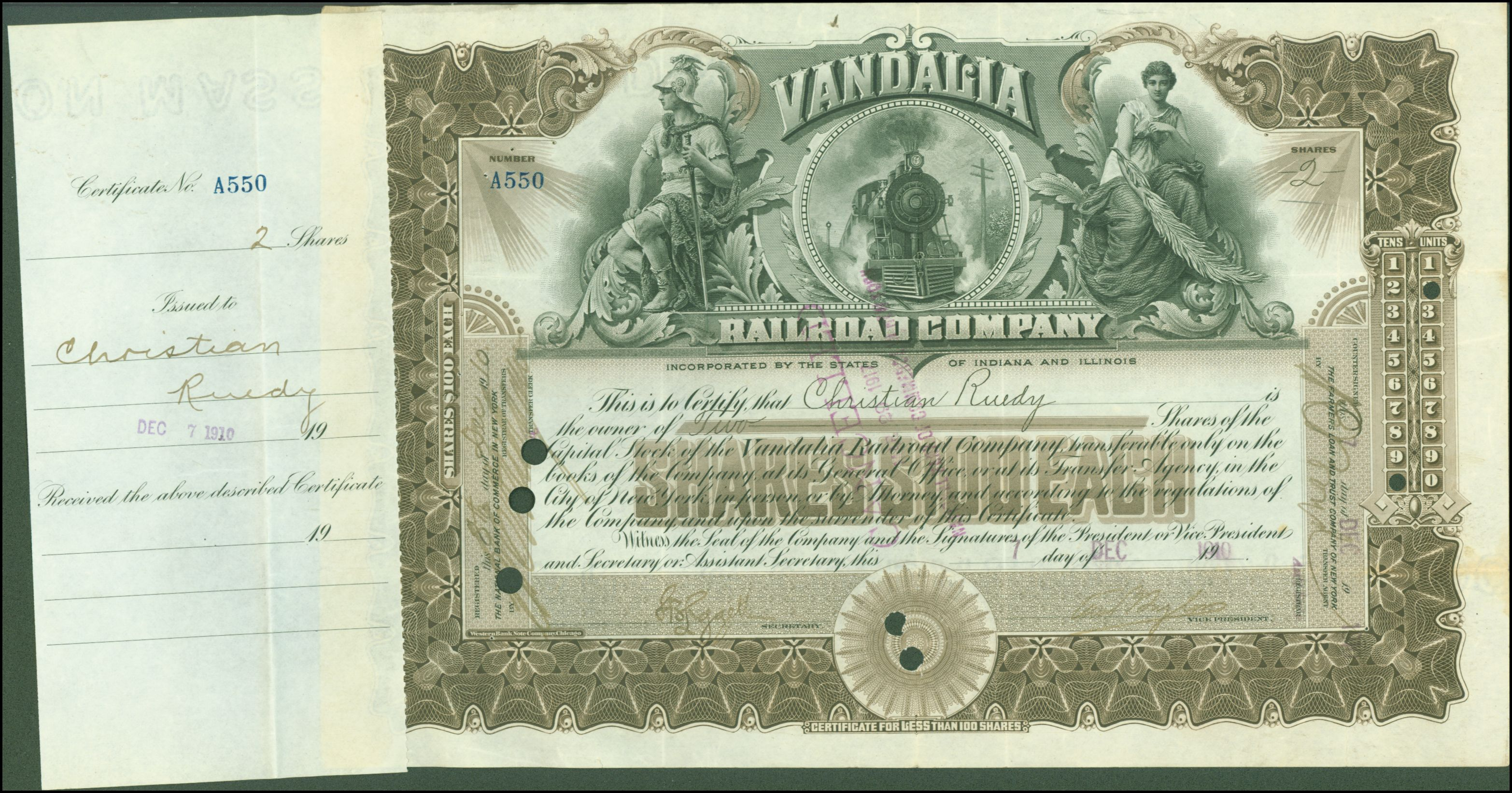
Action du Vandalia Railroad Company en date du 7 decembre 1910

Le Vandalia Railroad, (sigle de l'AAR : VAND), était un ancien chemin de fer américain de classe I qui reliait Saint-Louis, Missouri, Peoria, Illinois, Indianapolis, Indiana, Logansport, Indiana, et South Bend, Indiana; son service voyageur allait même jusqu'à Toledo, Ohio via les voies du Wabash Railway. Une bonne partie de ce kilométrage lui appartenait, le reste était loué ou utilisé grâce à des droits de circulation. De plus, le Vandalia possédait et exploitait une ligne entre Indianapolis et Vincennes, Indiana. La ligne était essentiellement utilisée pour le transport de fret, et son triage principal se trouvait à Logansport. Il fut rapidement racheté par le Pennsylvania Railroad (PRR), lequel fusionna avec le New York Central (NYC) pour donner le Penn Central (PC) en 1968, avant d'être intégré dans Conrail (CR) en 1976.. L'intégration du Penn Central dans Conrail entraina l'abandon pratiquement total de la ligne. 

## Histoire

### Les prédécesseurs
Le tableau indique le Vandalia et ses 19 prédécesseurs; il précise aussi les dates de constitution des différentes compagnies et celle de leurs successeurs.
| #  | Nom                                                                            | Constitution | Succession |
| -- | ------------------------------------------------------------------------------ | --- | --- |
| 1  | Vandalia Railroad Company                                                      | La consolidation du Vandalia fut accordée le 29 décembre 1904 dans l'Indiana et le 31 décembre 1904 dans l'Illinois, et prit effet le 1er janvier 1905. | |
| 2  | The Terre Haute and Indianapolis Rail Road Company.                            | Voir 4 | Consolidé le 1er janvier 1905 avec les 5, 6, 12 et 19, pour constituer le 1 (VAND).                                                                                          |
| 3  | The Terre Haute and Richmond Railroad Company.                                 | Voir 4 | Nom changé en 2, le 6 mars 1865. |
| 4  | The President and Directors of the Terre Haute and Richmond Rail Road Company. | Approuvé par une loi de l'Indiana, le 26 janvier 1847.                                                                                                  | Nom changé en 3, le 21 janvier 1850. |
| 5  | The St. Louis, Vandalia and Terre Haute Railroad Company.                      | Approuvé par une loi de l'Illinois, le 10 février 1865.                                                                                                 | Consolidé le 1er janvier 1905 avec 2, 6, 12, et 19 pour créer le 1. |
| 6  | Terre Haute & Logansport Railway Company.                                      | Approuvé par des lois générales de l'Indiana le 30 novembre 1898.                                                                                       | Consolidé le 1er janvier 1905 avec les 2, 5, 12, et 19 pour créer le 1. |
| 7  | Terre Haute and Logansport Railroad Company.                                   | Approuvé par des lois générales de l'Indiana le 24 octobre 1879.                                                                                        | Vente de forclusion le 18 novembre 1898, et acquisition pour le 6 le 1er décembre 1898.                                                                                      |
| 8  | Logansport, Crawfordsville and South Western Railway Company.                  | Approuvé par des lois générales de l'Indiana, datées du 5 novembre 1869 et déposées le 2 février 1871.                                                  | Vendu le 10 septembre 1879 à J. S. Williams et autres partenaires, puis transmis au 7 le 1er novembre 1879.                                                                  |
| 9  | The Crawfordsville and Rockville Railroad Company.                             | Approuvé par des lois générales de l'Indiana le 1er février 1869.                                                                                       | Consolidé le 2 février 1871 avec les 10 et 11 pour créer le 8. |
| 10 | The Frankfort and Crawfordsville Railroad Company.                             | Approuvé par des lois générales de l'Indiana le 12 février 1869.                                                                                        | Consolidé le 2 février 1871 avec les 9 et le 11 pour créer le 8. |
| 11 | The Logansport, Camden and Frankfort Railroad Company.                         | Approuvé par des lois générales de l'Indiana le 13 mai 1869.                                                                                            | Consolidé le 2 février 1871 avec les 9 et 10 pour créer le 8. |
| 12 | Logansport & Toledo Railway Company.                                           | Approuvé par des lois générales de l'Indiana le 7 septembre 1901.                                                                                       | Consolidé le 1er janvier 1905 avec les 2, 5, 6, et 19 pour créer le 1. |
| 13 | Eel River Railroad Company.                                                    | Approuvé par des lois générales de l'Indiana le 4 décembre 1877.                                                                                        | Charte de fondation annulée le 4 septembre 1897; propriété vendue le 10 juin 1901 à Elijah Smith, Wm. W. Crapo, et Daniel L. Quirk, et transmis au 12, le 12 septembre 1901. |
| 14 | Detroit, Eel River and Illinois Rail Road Company.                             | Approuvé par des lois générales de l'Indiana le 4 novembre 1868.                                                                                        | Vente de forclusion le 6 juillet 1877, et transmis le 10 septembre 1877 à James F. Joy et Elijah Smith, lesquels le transmirent à leurs tour au 13 le 10 décembre 1877.      |
| 15 | The Detroit, Logansport and Saint Louis Rail Road Company.                     | Approuvé par des lois générales de l'Indiana le 10 novembre 1869.                                                                                       | Vendu et transmis au 14 le 4 mars 1870. |
| 16 | The Toledo, Logansport & Northern Indiana Rail Road Company.                   | Approuvé par des lois générales de l'Indiana le 3 septembre 1863.                                                                                       | Vente de forclusion le 28 août 1869 et transmis à E. W. Foskick, lequel le transmis à son tour au 15, le 19 novembre 1869.                                                   |
| 17 | Logansport and Northern Indiana Railroad Company.                              | Voir 18 | Vente de forclusion le 18 juin 1863 à W. F. Bedell, lequel racheta le 16 pour l'y intégrer le 15 octobre 1863.                                                               |
| 18 | Auburn & Eel River Valley Rail Road Company.                                   | Approuvé par des lois générales de l'Indiana le 8 mars 1853.                                                                                            | Nom changé en 17 le 3 août 1853. |
| 19 | Indianapolis and Vincennes Railroad Company.                                   | Approuvé par des lois générales de l'Indiana le 18 décembre 1865.                                                                                       | Consolidé le 1er janvier 1905 avec le 2, 5, 6, et 12 pour créer le 1. |
| 20 | St. Clair Coal Railway Company.                                                | Approuvé par des lois générales de l'Illinois le 30 juin 1904.                                                                                          | Vendu et transféré au 1 le 3 janvier 1908. |

### La constitution du réseau du Vandalia
Le Vandalia fut créé légalement dans l'Indiana le 29 décembre 1904, et dans l'Illinois le 31 décembre 1904. L'agrément, daté du 29 décembre 1904, visait à consolider les propriétés, les droits et franchises des compagnies suivantes :
- Terre Haute and Indianapolis Rail Road Company (2)
- St. Louis, Vandalia and Terre Haute Railroad Company (5)
- Terre Haute & Logansport Railway Company (6)
- Logansport & Toledo Railway Company (12)
- Indianapolis and Vincennes Railroad Company (19)

L'agrément prit effet le 1er janvier 1905. Parmi les différentes compagnies fusionnées dans le Vandalia, les 9 compagnies suivantes n'avaient pas encore construit de lignes de chemins de fer:
- Terre Haute & Logansport Railway Company (6)
- The Crawfordsville and Rockville Railroad Company (9)
- The Frankfort and Crawfordsville Rail Road Company (10)
- The Logansport, Camden and Frankfort Railroad Company (11)
- Logansport & Toledo Railway Company (12)
- Eel River Railroad Company (13)
- The Detroit, Logansport and Saint Louis Rail Road Company (15)
- Logansport and Northern Indiana Railroad Company (17)
- St. Clair Coal Railway Company (20), acquise le 3 janvier 1908.

### Les connexions du Vandalia
Le Vandalia avait des interconnexions avec les chemins de fer suivants. 
| Transporteur                                                                         | Lieu de connexion                                           |
| ------------------------------------------------------------------------------------ | ----------------------------------------------------------- |
| Cleveland, Cincinnati, Chicago and St. Louis Railway CCC&StL alias Big Four Railroad | Terre Haute, Indiana.                                       |
| Chicago and Eastern Illinois Railroad C&EI                                           | Terre Haute et Vincennes, Indiana.                          |
| Chicago, Terre Haute and Southeastern Railway Company                                | Terre Haute, Indiana.                                       |
| Wabash Railway WAB                                                                   | Logansport et Butler, Indiana, ainsi que Decatur, Illinois. |
| Pittsburgh, Cincinnati, Chicago and St. Louis Railroad PCC&StL alias Panhandle Route | Logansport, Indiana.                                        |
| Michigan Central Railroad MC                                                         | South Bend, Indiana.                                        |
| New York Central Railroad NYC                                                        | South Bend et Butler, Indiana.                              |
| Grand Trunk Western Railway GTW                                                      | South Bend, Indiana.                                        |
| Baltimore and Ohio Southwestern Railroad                                             | Vincennes, Indiana.                                         |
| Illinois Central Railroad IC                                                         | Decatur, Illinois.                                          |
| Cincinnati, Indianapolis and Western Railroad CI&W                                   | Decatur, Illinois.                                          |
| Toledo, Peoria and Western Railway TP&W                                              | Farmdale, Illinois.                                         |

- Les connexions de Logansport:

Logansport était un important nœud ferroviaire du PRR, avec 6 lignes partant dans plusieurs directions; cette ville disposait d'un triage et d'un dépôt pour les locomotives. De Logansport, la ligne remontait vers le nord en croisant chaque lignes principales est-ouest, dont celle du PRR et de la "Panhandle" Route (du Pittsburgh, Cincinnati, Chicago and St. Louis Railroad filiale du PRR).
- La connexion de South Bend:

Après avoir atteint South Bend, la ligne continuait vers le nord à travers un corridor industriel occupé par les usines Studebaker pour finir sur un dépôt à proximité de South Bend Union Station (gare commune au NYC et au GTW). Comme les voies du NYC étaient surélevées, l'interconnexion avec le NYC et le Grand Trunk Western Railroad était indirecte; elle s'effectuait via un embranchement qui partait vers l'ouest pour atteindre le chemin de fer des usines Stadebaker, puis la ligne du New Jersey, Indiana and Illinois (NJI&I) filiale du Wabash Railroad et celle du GTW, avant d'atteindre celle du Kankakee Belt Railroad (filiale du NYC). Le PRR entretenait peu d'installation mise à part son dépôt de South Bend puisqu'il n'avait pas d'interconnexion avec d'autres lignes de son réseau. 
- Les interconnexions via les terminus Railroad:

Grâce à des compagnies de gare, le Vandalia avait des interconnexions avec toutes les autres compagnies qui entraient à St. Louis, Missouri, East St. Louis, Illinois, et Indianapolis, Indiana. 

### Les locations du Vandalia

#### Liste des propriétés louées et utilisées exclusivement par le Vandalia
- Le Terre Haute and Peoria; cette compagnie louait aussi au VAND son droit de circulation entre Decatur Junction et Maroa (soit 24,8 km, propriété de l'Illinois Central Railroad), et celui entre Farmdale et Peoria (soit 8,1 km de voie, propriété du  Toledo, Peoria and Western Railway)

- L'Illinois Central Railroad, pour la portion Decatur Junction - Maroa (12 km) détenue conjointement avec le Terre Haute and Peoria.

- Le Chicago and Eastern Illinois Railroad, pour l'exclusivité de la portion entre Otter Creek Junction et Rockville, Indiana (27,2 km), ainsi que pour l'utilisation conjointe de la portion entre Terre Haute et Otter Creek Junction (5,6 km).

#### Liste des propriétés utilisées conjointement par le Vandalia en contrepartie d'une rente annuelle
- À Peoria, Illinois: Le Peoria and Pekin Union Railway, pour seulement 270m de voie, ainsi que ses installations voyageurs et marchandises.

- Entre Butler, Indiana et Gould, Ohio (111 km): le Wabash Railway, pour le trafic voyageurs et marchandises.

- Entre Gould et Toledo, Ohio (8,8 km): le Wabash Railway, uniquement pour le trafic voyageur.

- À Toledo, Ohio: Le New York Central Railroad, pour seulement 610 m de voie, ainsi que son dépôt voyageur et autres installations.

- À Toledo, Ohio: Le Toledo, Columbus and Ohio River Railroad, pour 2,4 km de voie, la gare marchandise et des installations.

- Entre Gould et Walbridge, Ohio (12,5 km): le  Toledo Terminal Railroad pour le trafic marchandises.

- À Indianapolis: l'Indianapolis Union Railway, pour 193 m de voie, la gare voyageurs et les installations de la gare terminus

- À Indianapolis, Indiana: Le Cleveland, Cincinnati, Chicago and St. Louis Railway (ou Big Four Railroad), pour 110 m de voie.

- Entre East St. Louis, Illinois et St. Louis, Missouri (5,1 km) et entre  Willows, Illinois et St. Louis, Missouri (16,8 km): les installations du Terminal Railroad Association of St. Louis.

- À St. Louis: le Eads Bridge et le Merchants Bridge, la gare de voyageurs de Washington Avenue Station ainsi que celle de Union Station, et enfin la gare de marchandises.

- Le Vandalia utilisait également d'autres installations mineures (croisements, gares de voyageurs et de marchandises et des installations d'interconnexions).

#### Liste des propriétés détenues et exploitées par le Vandalia mais utilisées conjointement par d'autres compagnies
- Entre Sand Creek et Waveland Junction, Indiana (15,1 km): utilisé par le Central Indiana Railway.

- À Indianapolis, Indiana., l'Illinois Central Railroad utilisait 96 m de voie entre McGill Street et Senate Avenue, et 64 m entre McGill Street et Capital Avenue.

- Entre Willows et East St. Louis, Illinois, le St. Louis Southwestern Railway utilisait 2,69 km de voie du Vandalia.

- Entre Brazil et Saline City, Indiana, l'Evansville and Indianapolis Railroad utilisait les voies du Vandalia.

- À Terre Haute, Indiana, le Chicago, Terre Haute and Southeastern Railway, le Chicago and Eastern Illinois Railroad ainsi que l'Evansville and Indianapolis Railroad utilisaient la gare de voyageurs et les installations du Vandalia.

- ``A Vincennes, Indiana, le Cleveland, Cincinnati, Chicago and St. Louis Railway (alias Big Four Railroad) utilisait 2,06 km de voies, la gare de fret et le triage du Vandalia.

D'autres compagnies utilisaient également d'autres installations mineures du Vandalia (croisements, gares de voyageurs et de marchandises et des installations d'interconnexions).

### L'équipement
Le Vandalia Railroad fut une filiale du PRR durant tout le XXe siècle. Le PRR qui était réputé pour ses équipements standardisés, appliquait la même politique pour ses filiales; c'est pourquoi il n'existe pas de photographies connues d'équipement avec le marquage Vandalia. 

### Le trafic
A South Bend:
Le trafic marchandises était l'activité principale du Vandalia. Studebaker utilisait le chemin de fer pour écouler ses productions vers le sud du pays. Quant au service voyageurs, il incluait des trains spéciaux lors des matchs de football organisés par la célèbre équipe de l'University of Notre Dame, située au nord de South Bend.

### Le rachat
Le VAND fut racheté par le Pennsylvania Railroad (PRR) en 1917. La concurrence des transports routiers obligea le PRR à fusionner avec son rival de toujours, le New York Central (NYC) pour donner le Penn Central (PC) en 1968. Mais cette compagnie ne put redresser ses comptes et fut intégrée dans Conrail (CR) en 1976. L'intégration du Penn Central dans Conrail entraina l'abandon pratiquement total de la ligne.

### L'abandon
A South Bend:
En dépit de la fermeture de presque toutes les activités de Studebaker à South Bend, l'abandon de la ligne fut repoussée jusqu'à la création de Conrail. Cette nouvelle compagnie disposait alors de 3 lignes vers South Bend, et ce fut celle du Vandalia qui fut jugée redondante. La ligne située au nord de la ville fut abandonnée, et les industries situées dans les environs furent desservies par des trains circulant sur l'ancien réseau du NYC.

### Les vestiges
A South Bend:
Le dépôt de South Bend est toujours en activité. Les rails situées au sud sont toujours visibles jusqu'à Ewing Street, mais ne sont plus utilisés. Ceux situés à l'ouest jusqu'à la connexion de Kankakee Belt sont toujours en place mais sont rarement utilisés. 